# Knoten Floridsdorf
Het Knoten Floridsdorf is een snelwegknooppunt in de Oostenrijkse deelstaat en hoofdstad Wenen. Op dit knooppunt bij het stadtsbezirk Floridsdorf kruist de B227 de A22.

## Bouwvorm
Het knooppunt is een mixvormknooppunt.